# Schwarzenbach (Horní Falc)
Schwarzenbach je obec ve vládním obvodě Horní Falc v zemském okrese Neustadtu an der Waldnaab v Bavorsku.

## Geografie
Schwarzenbach se nachází v regionu Horní Falc Sever.

### Místní části
Schwarzenbach má sedm místních částí.
- Fischhaus
- Parkstein-Hütten
- Pechhof
- Schmierhütte
- Schwarzenbach
- Walbenhäusl
- Walbenhof

## Historie
Schwarzenbach patřil k důchodní kanceláři v Ambergu a k zemskému soudu ve Waldecku. Byl součástí Bavorského kurfiřtství.